# Concerto pour piano de Vaughan Williams
Pour un article plus général, voir Concerto pour piano.
Pour les articles homonymes, voir Concerto pour piano (homonymie).
Le Concerto pour piano en ut est le seul concerto pour piano de Ralph Vaughan Williams. 
L'œuvre a été écrite entre 1926 et 1930 (pour le dernier mouvement) et est contemporaine de son ballet Job: A Masque for Dancing et du début de l'écriture de sa quatrième symphonie.
Elle fut créée le 1er février 1933 par l'Orchestre symphonique de la BBC dirigé par Adrian Boult avec Harriet Cohen au piano. Le succès critique fut mitigé bien que Béla Bartók ait beaucoup apprécié la partition. En 1946, le compositeur en réalisa une version pour deux pianos.

## Mouvements
1. Toccata - Allegro moderato
2. Romanza lento
3. Fuga chromatica con finale alla tedesca
4. Finale

Son exécution demande environ une demi-heure.